# 1894 en football
Cet article présente les faits marquants de l'année 1894 en football.

## Mars
- 12 mars : à Wrexham, l’Angleterre bat le Pays de Galles 5-1.
- 31 mars : finale de la 23e FA Cup (155 inscrits). Notts County FC 4, Bolton Wanderers 1. 37 000 spectateurs à Goodison Park.

## Avril
- Pays-Bas : RAP Amsterdam est champion de l’Ouest ; PR Wilhelmia champion de l’Est.
- 7 avril : à Glasgow, match nul 2-2 entre l’Écosse et l’Angleterre.
- 7 avril : Celtic FC conserve le titre de champion d’Écosse.
- 7 avril : Aston Villa (19 victoires, 6 nuls et 5 défaites) est sacré champion d’Angleterre. Small Heath remporte le titre en Division 2, nouvellement créée.
- 15 avril : premier match du premier championnat de France de football USFSA. À Bécon, les White-Rovers écrasent CA Neuilly 13 à 0. Le Standard A.C. est qualifié par forfait de l’International en demi-finale. Club français et CP Asnières étaient exempts de ce tour préliminaire et directement qualifiés en demi-finale.
- 16 avril : Fondation du club Manchester City
- 22 avril : demi-finales du premier championnat de France USFSA. White-Rovers s’impose 1-0 face au Club Français, tandis que le Standard AC passe facilement l’obstacle du CP Asnières, 5-0.
- 29 avril : finale du premier championnat de France USFSA : Standard AC 2, White-Rovers 2 Arbitré par Daumy du Club Français, la finale ne livre pas de vainqueur ; les Rovers prennent bien l'avantage deux fois, mais le Standard recolle à la marque. Il faut rejouer.

## Mai
- 6 mai : au vélodrome de Courbevoie, finale à rejouer du premier championnat de France : Standard AC 2, White Rovers 0. Un seul joueur Français est présent dans l’effectif du très britannique Standard AC : Leguillard.

- AB remporte le championnat de Copenhague.
- Les Britanniques résidant à Paris fondent le club de l’United SC (futur US Suisse).
- Lomas Athletic Club (8 victoires et 2 nuls) est champion d’Argentine.

## Septembre
- 4 septembre : fondation du club néerlandais du CV Veendam.
- 22 septembre : première journée du premier championnat de la Southern League anglaise. Ce championnat est créé en réaction à celui de la Football League qui ne comprend que des clubs du Nord et du centre du pays. Le Sud est en effet bien plus conservateur sur la question du professionnalisme. Aussi, contrairement à son homologue nordiste, le championnat de la Southern League est, à l’origine, exclusivement réservé aux clubs amateurs. Neuf formations disputent la Division 1 ; sept autres forment la division 2.

## Octobre
- 23 octobre : match Baltimore-Philadelphie marque, après seulement sept journées jouées, la fin du premier championnat professionnel de football (soccer) aux États-Unis. Les propriétaires des clubs de baseball pro étaient à l’origine de cette tentative, mais les critiques pleuvaient : enquête gouvernementale sur l’importation de joueurs professionnels anglais ou position très dure de la fédération américaine de football qui refusait de reconnaître ce championnat, traitant les propriétaires de clubs de baseball d’opportunistes… De belles affluences furent enregistrées lors de ce début de saison avortée.

## Novembre
- 23 novembre : fondation du club belge du FC Bruges.

## Décembre
- 15 décembre : première trace d’un match de football disputé par Le Havre Athletic Club Football Association. L’Union Sportive du Lycée du Havre était son adversaire.

## Naissances
- 15 janvier : Henk Steeman, footballeur néerlandais.
- 20 janvier : Juste Brouzes, footballeur français.
- 2 février : Billy Aitken, footballeur écossais.
- 3 février : Renzo De Vecchi, footballeur italien.
- 3 mars : Michael Rohde, footballeur danois.
- 4 mai : William Ashurst, footballeur anglais.
- 6 juillet : Félix Romano, footballeur franco-italien.
- 2 août : Ángel Romano, footballeur uruguayen.
- 3 août : Édouard Macquart, footballeur français.
- 10 août : J.M. Langtry, conseiller technique britannique.
- 14 août : John « Jack » Butler, footballeur anglais.
- 14 octobre : Maurice Bunyan, footballeur anglais.
- 17 octobre : Syd Puddefoot, footballeur anglais.

## Décès
- 20 mars : Albert Meysey-Thompson, footballeur anglais.
- 29 novembre : Archie Hunter, footballeur anglais.